# Synodontis nigrita
Synodontis nigrita är en afrikansk fiskart i ordningen Malartade fiskar som förekommer i Egypten, Etiopien, Gambia, Ghana, Guinea-Bissau, Kamerun, Mali, Mauretanien, Niger, Nigeria, Senegal, Sudan, Tchad. Den är främst nattaktiv. Den kan bli upp till 22 cm lång och cirka 4,3 år gammal. Den leker under regnperioden på sommarhalvåret.